# R U OK (cançó)
" R U OK " (sovint escrit en minúscules) és una cançó de la cantant canadenca Tate McRae. El 13 de desembre de l'any 2020 RCA Records va llançar aquest senzill, el qual és el segon de la obra ampliada de McRae, Too Young to Be Sad. Aquest senzill va ser escrit per McRae, Bryan Fryzel i Elizabeth Lowell Boland.

## Fons
Abans de la publicació del senzill, la cantant va publicar un fragment de la cançó a TikTok, mentre descrivia aquesta com la continuació del senzill llançat l'any 2022 " You Broke Me First ". A la nota de premsa de la cançó, Tate McRae va comentar: "'r u ok' és una cançó que mai vaig pensar que escriuria. Té un to descarat i lluitador, la qual cosa va fer que submergir-se en aquesta perspectiva fos un repte, ja que crec que soc tot el contrari. M'encanta tot el significat emocional que hi ha darrere de la lletra d'aquesta cançó, a més de la seva producció brillant i contrastada alhora."
Tate McRae va explicar que ella i Lowell van escriure la cançó "a través de la plataforma Zoom amb l'ukulele [de Lowell], i ella simplement relaxant-se al [seu] llit" a casa. També va comparar la cançó amb el senzill " You Broke Me First ", descrivint "R U OK" com "la història continuada d'ella, aprofundint en la relació d'una persona que s'ha mogut completament".

## Recepció dels crítics
La cançó va encapçalar la llista de Billboard de "10 noves cançons pop fantàstiques per passar la setmana". Va aparèixer a Mark Beaumont a la llista de The Guardian de cançons de la setmana i, a més a més, es va dir que aquest senzill servia d'actualització a la història explicada a la cançó You Broke Me First. Dork va descriure la cançó de McRae com un senzill impressionant, anomenant-lo "part imparable de pop desgarrador" i un "nou himne hipnòtic i suau". A The Independent, Alexadra Pollard va afirmar que la cançó ofereix una "colusió de la llengua a la galta" i va assenyalar que la cantant del senzill ha sigut capaç de perfeccionar la identitat artística de les cançons del mood-pop.

## Personal
Crèdits adaptats de Tidal.
- Frequency – productora
- Lowell – productor
- Bryan Fryzel - lletrista
- Elizabeth Lowell Boland - lletrista
- Tate McRae - lletrista, intèrpret associada
- Dave Kutch - enginyer de masterització
- Jeff Juliano - enginyer de mescles
- David Cook – editor, enginyer

## Llistes
| Llista (2020)                   | Posició més alta |
| ------------------------------- | ---------------- |
| Nova Zelanda Hot Singles (RMNZ) | 19               |

## Historial de llançaments
| Regió    | Data                         | Format(s)                  | Productora | Ref.  |
| -------- | ---------------------------- | -------------------------- | ---------- | ----- |
| Diverses | 10 de desembre de l'any 2020 | Digital download streaming | RCA        | [ 9 ] |